# Cociuba Mare
Cociuba Mare è un comune della Romania di 3 027 abitanti, ubicato nel distretto di Bihor, nella regione storica della Transilvania.
Il comune è formato dall'unione di 4 villaggi: Cărăsău, Cheșa, Cociuba Mare, Petid.
Nel territorio comunale sono situati due insediamenti preistorici: uno, denominato Fântâniţa, risalente al Neolitico, l'altro, denominato Cohăreşti, risalente all'Età del ferro.